# La Redonda (Tregasio)
La Redonda es un oratorio neoclássico dedicado a los Santos Mártires Gervaso y Protaso, situada en Tregasio a pocos metros de la Iglesia de los Santos Mártires Gervaso y Protaso. En el 1912 se declaró monumento nacional. 

## Historia
La Redonda fue proyectada por Luigi Cagnola poco antes de su muerte en 1833. Ambrogio Nava (marido en segundas bodas de Francesca De Adda, el primero fue el Cagnola) retomó el proyecto y Nava lo enriqueció (añadiendo los escudos de armas de la familia de los Adda y los nichos exteriores) e hizo construir, en 1842, la Redonda sobre un oratorio preexistente.
El 10 de enero de 1912 se proclamó monumento nacional. A pesar de este reconocimiento, el edificio sufrió un proceso de degrado causado por la falta de restauraciones, tal que se utilizó también como granero. Debido a la situación en la cual se encontraba, en 1927 los habitantes de Tregasio decidieron restaurarla a su costa. Siguieron otros restauraciones en 1932, en 1957 y en 1971. Esta última restauraciòn comportó el reemplazo del techo original construido de arenisca dispuesta a escamas de pescado, con la actual de cobre. En 2016, después de cuarenta y cinco años desde último restauro, nació un comité en defensa de la Redonda, cuyo objetivo principal es él de proponer una restauración gradual del edificio, empezando por los trabajos más relevantes (como el agua que filtra del techo) y luego moviéndose hacia abajo en orden de relevancia.

## Descripción

### Exterior
La Redonda se construyó sobre un plano sobreelevado de cuatro metros de la calle que hay delante. Esto fue posible gracias a dos escalinatas: la primera, compuesta de 14 escalones, eleva el terraplén sobre el cual se encuentra la Redonda de la calle; la segunda, compuesta de cinco escalones, eleva a su vez la Redonda del terraplén. Frontalmente la Redonda está constituida por un pequeño pronao sostenido por seis cariátides. Estas representan tres situaciones diferentes: la oración (las dos centrales), la eucaristía (las dos al lado) y el temor (las dos laterales). A los lados del edificio se encuentran cuatro estatuas, muy dañadas,  que representan San Gervasio y Protasio, Santa Valeria y San Vital, respectivamente la madre y el padre de los dos mártires Gervasio y Protasio. Sobre las ventanas laterales, originariamente existían también las estatuas de San Ambrogio y de San Carlos Borromeo. 
El santuario resulta ser alto 15 metros y con un diámetro de 10,80 metros.

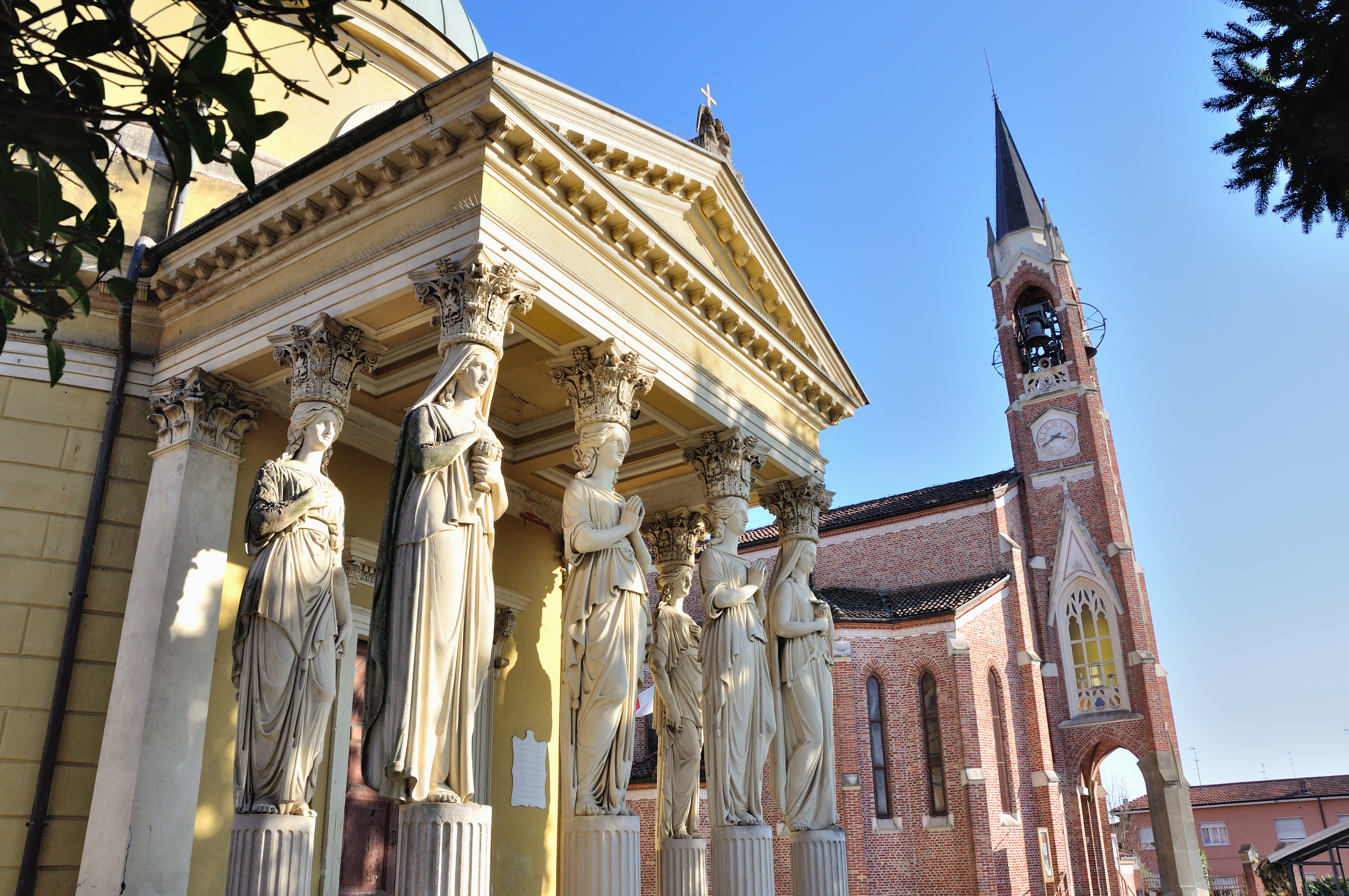
Detalle de las seis cariátides que sostienen el pronao en primero plano, y en segundo plano la iglesia de los Santos Mártires Gervasio y Protasio

### Interior
El interno está constituido por un cuerpo cilíndrico que termina con una semisfera perfecta constituida de veinte casetones dispuestos en anillos concéntricos, el último de los cuales pintado de azul, según las tradiciones neoclásicas.
En las paredes interiores están pintados cuatro frescos, atribuidos por Spirito Maria Chiappetta a Raffaele Casnedi, que representan:
- El discurso de la Montaña;
- La curación del ciego de nacimiento;
- La resurrección del hijo de la viuda de Naìn;
- La pericope de la adúltera.

Sobre estos cuatro frescos, hay otros cuatro, que representan:
- El martirio de los Santos Gervaso y Protaso;
- El descubrimiento de los cuerpos por parte de San Ambrogio;
- El desplazamiento de los cuerpos encontrados.

## Otros proyectos
- Wikimedia Commons contiene imágenes u otros file de  La Redonda
- Portal:Arquitectura. Contenido relacionado con catolicismo.

- Datos: Q28872363
- Multimedia: La Rotonda (Tregasio) / Q28872363